# Herb Lindsay
Herb Lindsay (* 12. November 1954) ist ein ehemaliger US-amerikanischer Langstreckenläufer.
1979 gewann er bei den Panamerikanischen Spielen in San Juan über 5000 m Silber, wurde US-Meister im 10-km-Straßenlauf und gewann die Corrida Internacional de São Silvestre.
1981 wurde er Zweiter beim Gasparilla Distance Classic und siegte beim River Bank Run sowie beim Maple-Leaf-Halbmarathon. Im Jahr darauf kam er bei den Crosslauf-Weltmeisterschaften in Rom auf Platz 69 und wurde Vierter beim Crescent City Classic.
1984 gewann er das Bolder Boulder.
Herb Lindsay ist heute Sportlehrer in Michigan.

## Persönliche Bestzeiten
- 3000 m (Halle): 7:51,8 min, 14. März 1978, Mailand
- 5000 m: 13:36,9 min, 28. April 1984
- 10.000 m: 28:05,07 min, 7. April 1984, Eugene
- 10-km-Straßenlauf: 28:18 min, 4. April 1982, New Orleans
- 15-km-Straßenlauf: 43:17 min, 7. Februar 1981, Tampa
- Halbmarathon: 1:01:47 min, 20. September 1981, Manchester